# لوگال

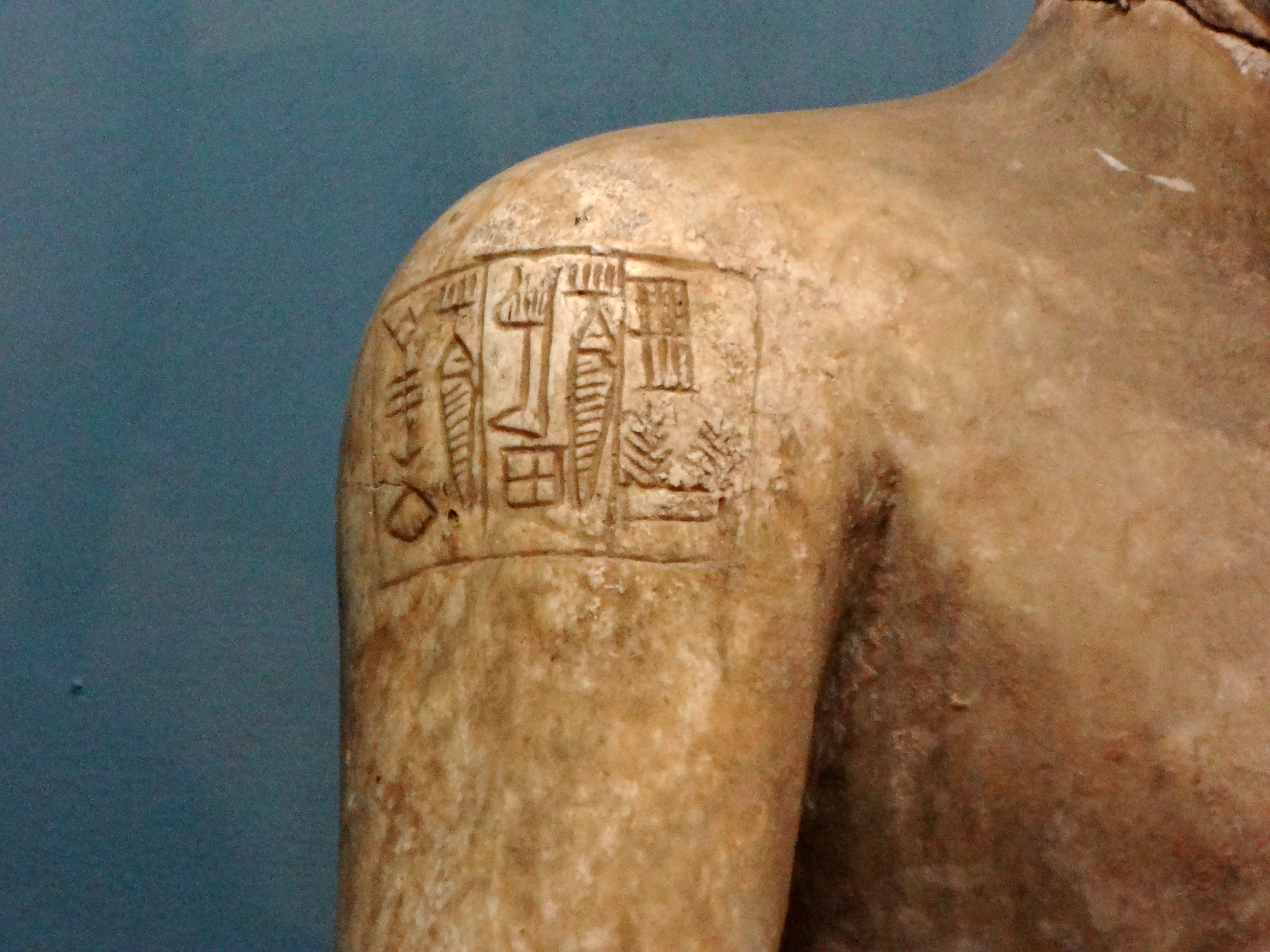
عبارت لوگال بر تندیس شاه اداب

لوگال عبارتی به زبان سومری به معنی شاه یا فرمانروا است. اما در لغت به معنی «مرد بزرگ» است. لو به معنی مرد و گال به معنی بزرگ است.
لوگال یکی از چندین عنوانی است که به فرماندار یک شهر می‌شد داد. همچنین در زبان سومری لوگال می‌تواند به معنی دارای یک قایق یا زمین یا سرپرست یک خانواده باشد.
در خط میخی، واژه‌نگاشت لوگال به صورت 𒈗 است.